# Ptosima laeta
Ptosima laeta är en skalbaggsart som beskrevs av Waterhouse 1882. Ptosima laeta ingår i släktet Ptosima och familjen praktbaggar. Inga underarter finns listade i Catalogue of Life.